# Cheiraster capillatus
Cheiraster capillatus är en sjöstjärneart som beskrevs av Jacques Jangoux 1981. Cheiraster capillatus ingår i släktet Cheiraster och familjen nålsjöstjärnor.
Artens utbredningsområde är Filippinerna. Inga underarter finns listade i Catalogue of Life.